# Dominique McElligott
Dominique McElligott, född 3 maj 1986 i Dublin på Irland, är en irländsk skådespelerska. Hon har spelat rollen som Lily Bell i Hell on Wheels, som McElligott 2012 menade var den svåraste rollen hon hade spelat. Hon hade en huvudroll i TV-serien The Astronaut Wives Club (2015). I de fjärde och femte säsongerna av House of Cards spelade hon rollen Hannah Conway. McElligott har också medverkat i filmerna Skottår (2010), The Guard (2011) och TV-serierna Raw och The Boys.

## Filmografi

### Film
| År   | Titel         | Roll            | Anteckningar |
| ---- | ------------- | --------------- | ------------ |
| 2008 | Dark Floors   | Emily           |              |
| 2009 | Moon          | Tess Bell       |              |
| 2010 | Skottår       | Bride           |              |
| 2011 | The Guard     | Aoife O'Carroll |              |
| 2011 | Blackthorn    | Etta Place      |              |
| 2012 | Not Fade Away | Joy Dietz       |              |

### Tv
| År      | Titel                    | Roll                      | Anteckningar                                                   |
| ------- | ------------------------ | ------------------------- | -------------------------------------------------------------- |
| 2011–12 | Hell on Wheels           | Lily Bell                 | Huvudroll (säsong 1–2); 20 avsnitt                             |
| 2015    | The Astronaut Wives Club | Louise Shepard            | Huvudroll; 10 avsnitt                                          |
| 2016–17 | House of Cards           | Hannah Conway             | Återkommande roll (säsong 4); Huvudroll (säsong 5); 15 avsnitt |
| 2016–17 | The Last Tycoon          | Kathleen Moore            | Huvudroll; 9 avsnitt                                           |
| 2019–22 | The Boys                 | Maggie Shaw / Queen Maeve | Huvudroll; 22 avsnitt                                          |